# Geschiedenis van Oezbekistan

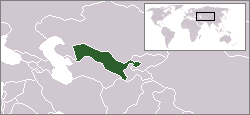

Dit artikel beschrijft de geschiedenis van Oezbekistan, van de prehistorie tot in de moderne tijd.

## Prehistorie
De eerste mensen die in Centraal-Azië leefden waren Iraanse nomaden die in het eerste millennium voor de moderne jaartelling vooral op de steppes in het hedendaagse Kazachstan rondtrokken. Zij begonnen zich te vestigen en zo ontstonden steden als Buchara en Samarkand. Rond de vijfde eeuw voor Christus domineerden de Bactriërs, Sogdiërs en Tocharen de regio.
Vanuit China ontstond de zijdehandel met het westen. De steden langs de zijderoute, waaronder Buchara en Samarkand, profiteerden extreem van de handel. De steden lagen in Transoxanië en dat gebied groeide uit tot een van de welvarendste en machtigste provincies binnen het Perzische Rijk. De welvaart trok andere volken aan en er volgde een reeks aanvallen vanuit China en het noordelijk steppegebied van volken die uit waren op de rijkdommen van Transoxanië. In 328 voor Christus veroverde Alexander de Grote het gebied.
Het Zoroastrianisme was de belangrijkste religie in de regio, maar het boeddhisme, christendom en manicheïsme wisten ook een aanzienlijke aanhang te vergaren.

## Opkomst van de islam
Vanaf de 8e eeuw na Christus werd de islam de dominante religie in de regio. De Arabieren begonnen vanaf de 7e eeuw het gebied binnen te vallen. Volgens beschikbare Arabische bronnen waren de Sogdiërs en andere volken niet goed in staat zich te verdedigen vanwege interne verdeeldheid en gebrek aan sterk leiderschap. Aan de andere kant waren de Arabieren zeer gemotiveerd hun nieuwe geloof te verspreiden en werden geleid door de zeer bekwame generaal Qutayba ibn Muslim. In de eeuwen daarna zou de islam steeds meer aanhang verwerven onder de lokale bevolking.
Ondanks de Arabische overheersing bleef Centraal-Azië een belangrijk centrum voor handel. Transoxanië bleef een belangrijke politieke speler onder de verschillende dynastieën. Het kalifaat van de Abbasiden, dat vanaf 750 de Arabische wereld vijfhonderd jaar zou regeren, had zijn bestaan grotendeels te danken aan de steun van de Centraal-Aziatische volken die zich verzette tegen de Omajjaden. De negende eeuw was een heuse gouden eeuw voor Transoxanië. Buchara groeide uit tot een van de belangrijkste cultuur- en onderwijscentra van de islamitische wereld en deed niet of nauwelijks onder voor steden als Bagdad, Caïro en Córdoba. De neergang van de Abbasiden ging gelijk op met de opkomst van verschillende Iraanse staten, waardoor de Perzische taal een dominante rol bleef spelen in de regio. Ook onder de Samaniden en de Boejiden bleef de regio zeer welvarend.

## De Turken
Vanaf de negende eeuw begonnen Turkse volken vanuit de noordelijke steppes Centraal-Azië binnen te trekken. De Samaniden introduceerde hen als slaafsoldaten, maar de Turken dienden al snel in de verschillende legers, waaronder dat van de Abbasiden. Aan het einde van de tiende eeuw, toen de Samaniden hun controle over de regio zagen afnemen, nam de invloed van de Turken, waarvan verschillende carrière hadden gemaakt in het leger, steeds verder toe en zij begonnen eigen staten te vormen.
Het Ghaznavidische Rijk, gevestigd in de laatste jaren van de 10e eeuw, was de eerste Turkse staat. Zij veroverde grote delen van Oost-Iran, Centraal-Azië, Afghanistan; en later onder sultan Mahmud Pakistan. In dezelfde tijd kwamen de Karachaniden op die in het jaar 999 Buchara innamen en in de twee eeuwen daarna Transoxanië regeerden.
De Ghaznaviden moesten op hun beurt weer plaats maken voor de Seltsjoeken die richting het westen oprukten. Het gebied van de Karachaniden annexeerde zij niet direct, maar werd omgevormd tot een vazalstaat. Hun invloed nam echter weer af nadat zij in 1141 in de Slag bij Qatwan waren verslagen door het kanaat Kara-Kitan. Intussen trok er weer een nieuwe macht van het noorden de regio bieden, de Mongolenlegers onder leiding van Dzjengis Khan.

## Mongoolse periode

Dzjengis Khan

De Mongoolse legers namen tussen 1219 en 1225 heel Centraal-Azië in. Zij vestigden de traditie dat elke machtshebber een afstammeling moest zijn van Dzjengis Khan. Verder namen de Turkse invloeden verder toe. Dat kwam omdat veel Turkse stammen zich bij het Mongoolse leger hadden gevoegd. Zij mengden zich met de lokale bevolking. Verder zorgden de soldaten voor veel beschadigingen aan steden als Buchara. In de provincie Khorazm liep het irrigatienetwerk grote schade op, omdat het verschillende generaties niet werd bijgehouden. Een groot deel van het Iraans-sprekende deel van de bevolking vluchtte zuidwaarts om aan vervolging te ontkomen.
Na de dood van Dzjengis Khan in 1227 werd het rijk verdeeld onder zijn vier zonen en verdere familieleden. Ondanks de fragmentatie van het Mongoolse Rijk bleef het Mongoolse systeem voor meerdere generaties intact. Het gebied waar nu Oezbekistan ligt viel grotendeels onder Chagatai Khan, de tweede zoon van Dzjenghis Khan. Vanaf het begin van de veertiende eeuw begon het gebied toch uit elkaar te vallen toen erfgenamen van verschillende stammen elkaar begonnen te betwisten. Uit deze onderlinge ruzies kwam rond 1380 een dominante leider naar voren, namelijk Timoer Lenk. Hij was geen nakomeling van Dzjengis Khan, maar slaagde erin snel een groot gebied te veroveren. Het westelijk deel van Centraal-Azië en Iran viel hem in handen. Hij viel zelfs Rusland binnen voordat hij in 1405 na een invasie in China het leven verloor.
De heerschappij van Timoer Lenk betekende een laatste bloemperiode van Transoxanië. Hij bracht in zijn hoofdstad Samarkand een groot aantal kunstenaars en geleerden bijeen. Timoer Lenk liet veel mooie gebouwen neerzetten. Zijn kleinzoon Ulug Bey was een belangrijk astronoom.

## Oezbeekse staten

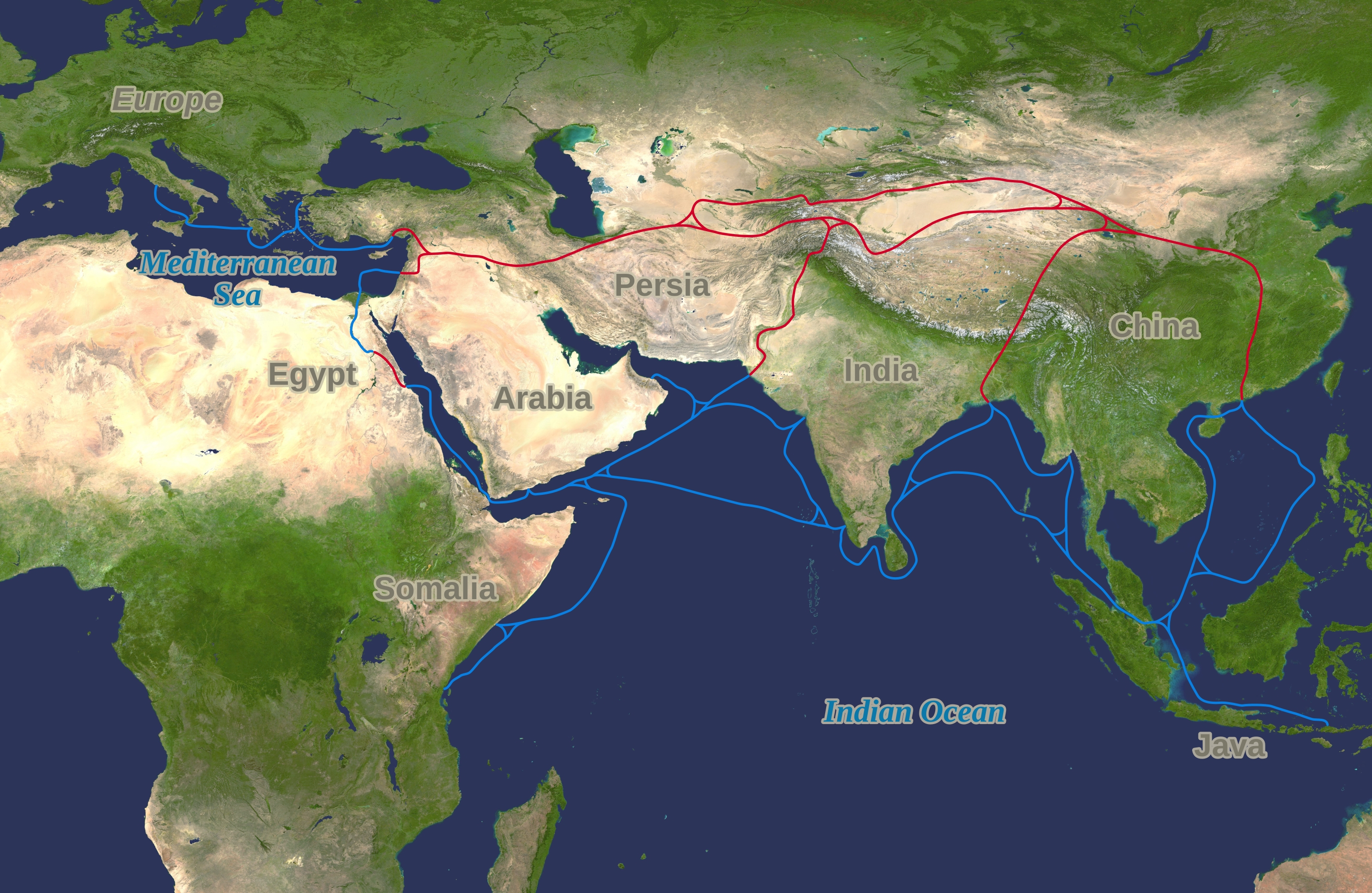
De zijderoute en de route overzee

De nakomelingen van Timoer Lenk raakten na verloop van tijd ook weer onderling verdeeld. Dat bood kansen voor verschillende Oezbeekse nomadenstammen die ten noorden van het Aralmeer woonden. Rond 1510 hadden zij hun verovering van Centraal-Azië afgerond en vestigden twee grote staten. Het Kanaat van Buchara was de machtigste en centreerde zich rond de stad Buchara. Verder besloeg het Transoxanië. De regio rond Tasjkent, de Vallei van Fergana en noordelijk Afghanistan. Het tweede rijk was het Kanaat Xiva. Het Kanaat van Buchara vocht een lange oorlog uit met Iran. Daarmee speelde ook een sterk religieus aspect mee. De Oezbeken waren soennieten en de Iraniërs sjiieten.
Aan het einde van de zestiende eeuw begon de macht van de twee kanaten af te nemen. Door oorlogen onderling en tegen Iran raakten ze verder verzwakt en bovendien verder geïsoleerd van de rest van de islamitische wereld. Een groot deel van de handel tussen Europa en Azië verliep voortaan over zee, waardoor de welvaart afnam. In de zeventiende eeuw vielen vanuit bovendien Kazachse en Mongolische stammen de Oezbeekse kanaten verschillende keren binnen. Aan het begin van de achttiende eeuw verloor het Kanaat van Buchara de Vallei van Fergana aan het nieuw gevormde Kanaat Kokand.

## Russische inname
De Russen verschenen op het toneel. In het begin waren het vooral nog Russische handelaren die handel dreven met Tasjkent en het Kanaat Xiva. De Russen werden zich daardoor bewust van het potentieel van Centraal-Azië. Bovendien werden een groeiend aantal Russen als slaaf verkocht. Het ging dan om mensen die in de grensstreek door Turkmeense en Kazachse stammen werden ontvoerd en scheepslui die schipbreuk leden op de Kaspische Zee en op de oostkust aanspoelden. Dit zorgde voor een toenemende vijandigheid vanuit Rusland.
Door de Amerikaanse Burgeroorlog stokte bovendien de katoenaanvoer naar Rusland, waardoor het belang van de Centraal-Aziatische kanaten als katoenleverancier toenam. Als laatste bezag de Russische regering de Britse interesse in het gebied met zorg. Na de verovering van de Kaukasus wende de Russische blik zich richting Centraal-Azië. Drie grote bevolkingscentra werden stuk voor stuk veroverd: Tasjkent in 1865, Buchara in 1867 en Samarkand in 1869. Het Kanaat van Buchara sloot in 1868 een verdrag met Rusland, waardoor het een Russisch protectoraat werd. Het Kanaat Xiva onderging in 1873 eenzelfde lot en het Kanaat Kokand in 1876 uiteindelijk ook.
Het gehele grondgebied van het hedendaagse Oezbekistan viel vanaf 1876 direct onder Russisch bestuur of van een Russisch protectoraat. In dat laatste geval gaf het Rusland zeggenschap over de buitenlandse relaties van de kanaten en controle over de internationale handel. In de eerste twee decennia veranderde er weinig. Rusland voerde de katoenproductie fors op en rond Tasjkent en Samarkand werden verschillende Russische nederzettingen gebouwd, maar de Russische bevolking mengde zich niet met de lokale bevolking. Pas na de aanleg van verschillende spoorwegen aan het einde van de 19e eeuw nam het aantal Russen snel toe. Na verschillende kleine opstandjes nam ook de Russische bemoeienis met de interne zaken verder toe.
Vanaf de jaren zestig van de 19e eeuw ontstond het jadidism. Dit was een hervormingsbeweging onder intellectuelen binnen de islam die hun eigen cultuur wilden beschermen tegen de Russen en gericht was op beter en modern onderwijs. Het bood een ideologisch bodem voor verzet tegen de Russen. Rond 1900 was het uitgegroeide tot de belangrijkste oppositiebeweging. Dit zou zo blijven tot de Oktoberrevolutie van 1917.

## Onderdeel van de Sovjet-Unie
In de zomer van 1916 kwam het in verschillende plaatsen in het oosten van Oezbekistan tot gewelddadige protesten vanwege de verplichte invoering van de dienstplicht als gevolg van de Eerste Wereldoorlog. De Russische maatregel om grote stukken grasland in beslag te nemen zorgde voor veel vijandschap. De Russische Revolutie leefde ook in Centraal-Azië. In Tasjkent werd de Russische gouverneur-generaal afgezet. In plaats daarvan kwam een voorlopige regering waarin geen enkele vertegenwoordiger van de moslimgemeenschap was opgenomen. De Jadidisten begonnen zich te verzetten en wilde in Kokand een eigen regering installeren. Pogingen daartoe sloegen de Sovjets snel neer. Er brak vervolgens een burgeroorlog uit, de zogeheten Basmatsjiopstand, maar daar kwam in 1922 een einde aan. Een groot deel van de Jadidisten werkte ook gewoon samen met de Sovjets en namen belangrijke functies in binnen de Communistische Partij. Beloften voor lokale politieke autonomie en op termijn misschien zelfs economische autonomie zorgden ervoor dat veel Centraal-Aziaten zich aansloten bij de partij. In 1924 werd de Oezbeekse Socialistische Sovjetrepubliek (OSSR) gevormd. Tot 1929 maakte de Tadzjiekse Socialistische Sovjetrepubliek daar ook nog onderdeel vanuit voordat het eigen republiek werd. De gevolgen van de nieuwe regering waren merkbaar: er werd sterk ingezet op de emancipatie van de vrouw, herverdeling van land en het tegengaan van de analfabetisme.
De eerste president van de OSSR Faizulla Chodzjajev verzette zich in de jaren dertig tegen de door Sovjets opgelegde monocultuur in de katoenbouw. Bovendien zette hij zich in voor meer Oezbeken op belangrijke regeringsposten. Jozef Stalin stond wantrouwend tegenover alle nationale hervormingsbeweging en liet Codzjajev samen met een aantal andere Oezbeekse leiders arresteren en executeren. Zij werden vervangen door Moskougezinde partijgenoten.
Tijdens de Tweede Wereldoorlog werden veel fabrieken vanuit het Europese deel van de Sovjet-Unie verplaatst naar Oezbekistan en andere dele van Centraal-Azië. Met de fabrieken kwam een nieuwe gevolg van Russische immigranten, waardoor de autochtone Oezbeken in de grote steden een minderheid werden. Veel Krim-Tataren, Tsjetjenen en Koreanen werden gedwongen gedeporteerd naar Oezbekistan.
Na de dood van Stalin in 1953 werden onder Nikita Chroesjtsjov sommige van veroordeelde Oezbeekse nationalisten gerehabiliteerd. Veel Oezbeken werden lid van de Communistische Partij om in aanmerking te komen voor een overheidsbaan. Dit droeg wel bij aan de Russificatie van het land, aangezien binnen de overheid de spreektaal Russisch was. Van 1959 tot 1982 was Sharaf Rashidov, een bondgenoot van Leonid Brezjnev president van de OSSR. Zijn regime kwam vooral bekend te staan vanwege de corruptie en nepotisme. Hij kocht beambten binnen de centrale overheid om waardoor zij het minder nauw namen met de steeds hogere katoenquota waaraan Oezbekistan moest voldoen.
Na de dood van Rashidov probeerde Moskou de macht in Oezbekistan meer naar zich toe te trekken. In 1986 werd een groot deel van het leiderschap vervangen vanwege corruptie. Moskou benoemde Islom Karimov als nieuwe president. In de jaren tachtig ontstond een nieuw nationaal bewustzijn. Veel Oezbeken voelden zich achtergesteld, bijvoorbeeld vanwege een gebrek aan investeringen in de eigen industrie en discriminatie binnen het leger. Na het aantreden van Michael Gorbatsjov en zijn politiek van perestroika en glasnost ontstond daarvoor meer ruimte. Aan het einde van de jaren tachtig ontstonden verschillende oppositiepartijen die echter nooit serieus voet aan de grond wisten te krijgen, omdat de meeste Oezbeken, zeker op het platteland, achter Karimov bleven staan.

## Onafhankelijkheid

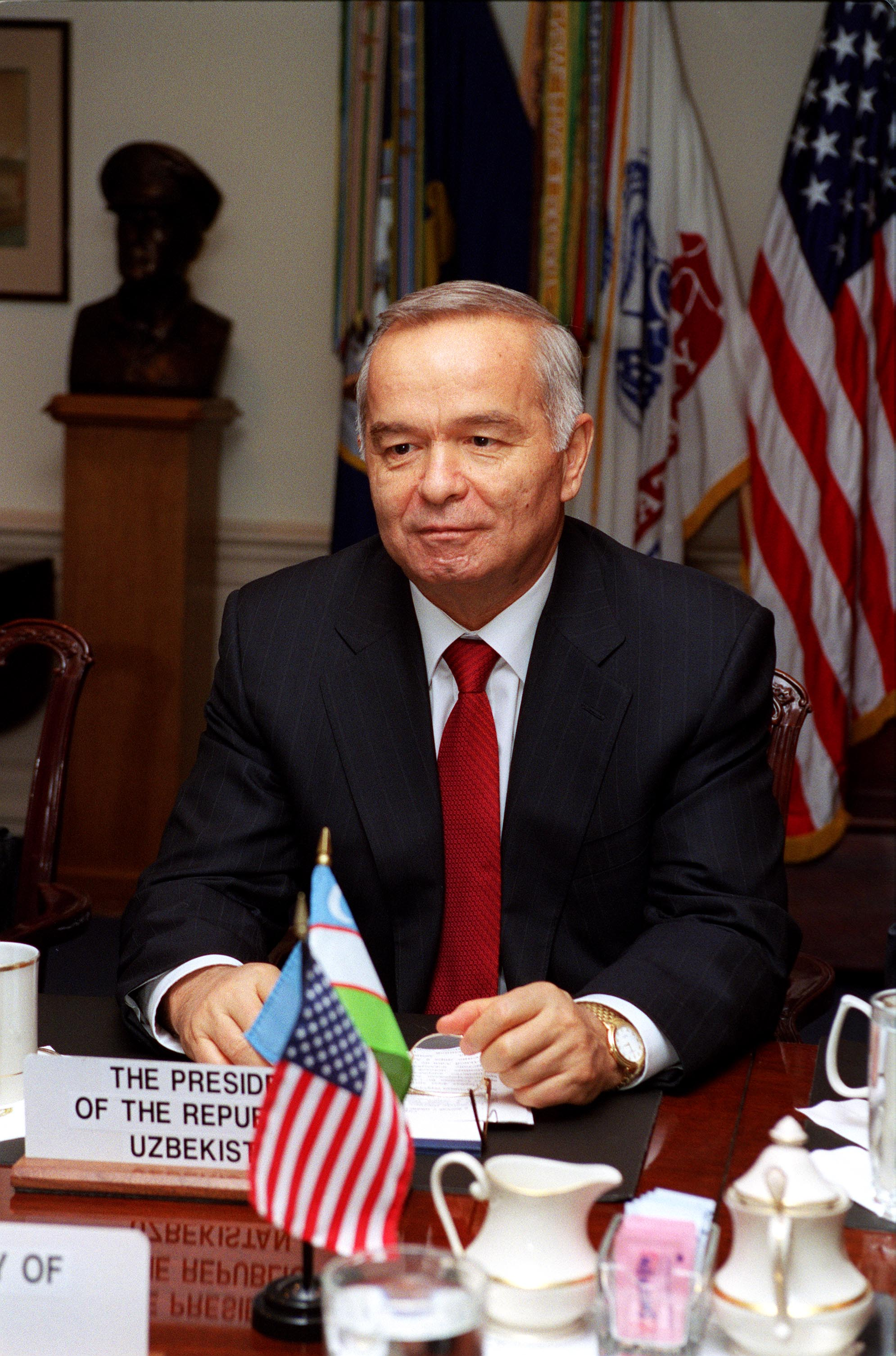
De eerste president van Oezbekistan Islom Karimov

De mislukte Augustusstaatsgreep in 1991 waarbij ontevreden communisten Gorbatsjov probeerden af te zetten was een katalysator voor de verschillende nationalistische bewegingen. Ondanks de Oezbeekse aanvankelijke aarzeling om de coup te veroordelen besloot het land zich in augustus 1991 onafhankelijk te verklaren. In december 1991 stemde bij referendum 98,2 procent van de bevolking in met het besluit. In diezelfde maand werd Karimov gekozen als nieuwe president.
Karimov realiseerde zich dat zijn land niet langer kon leunen op de subsidies die ze altijd van de centrale regering had ontvangen. Oezbekistan probeert zijn afhankelijkheid van de landbouw te verminderen, en zijn mineralen– en aardoliereserves te gebruiken. Tegelijkertijd bood de regering weinig ruimte voor oppositie. Zo is er een sterke gepaard inperking van de godsdienstvrijheid, mensenrechten en democratie. Daardoor was het aan het begin van de jaren negentig lastig om buitenlandse investeerders aan te trekken, omdat zeker westerse landen terughoudend waren met het geven van steun aan een dictatoriaal regime.
Na de onafhankelijkheid groeide de beweging die een meer radicale vorm van de islam voor staat. In februari 1999 gingen in Tasjkent zes autobommen af bij een aanslag gericht tegen president Karimov. In maart 2004 was er opnieuw een korte golf van aanslagen in Buchara en Tasjkent, waarbij tientallen mensen het leven verloren. De regering gaf islamitische terroristen de schuld. In juli 2004 volgden nog twee aanslagen tegen de ambassades van de Verenigde Staten en Israël.
Na de aanslagen van 11 september 2001 keerden de Verenigde Staten zich tegen het talibanregime in Afghanistan. Amerika nam een oude sovjetluchtmachtbases in het zuiden van het land in gebruik. In 2005 zegde Oezbekistan de samenwerking echter op nadat de VS kritiek hadden gehad op de manier waarop het land een protestbijeenkomst in de oostelijke stad Andizjan had neergeslagen. Het Oezbeekse leger omsingelde een protesterende menigte op het centrale plein en schoot met scherp waarbij een groot aantal mensen gedood werd. Schattingen lopen uiteen van 200 tot 1500 doden.
De dochter van de president Gulnara Karimova werd lange tijd beschouwd als grootste kanshebber haar vader op te volgen. Vader en dochter leven echter in onmin met elkaar en sinds 2014 heeft Karimova huisarrest. 
Karimov overleed in september 2016 en werd opgevolgd door Sjavkat Mirzijojev, die dertien jaar onder Karimov als premier had gediend. Anno 2018 lijkt het er voorzichtig op dat Mirzijojev kiest voor een minder repressief beleid dan zijn voorganger. Zo werden verschillende politieke gevangenen vrijgelaten en de banden met het buitenland aangehaald.